# Parcul Horia, Cloșca și Crișan din Iași

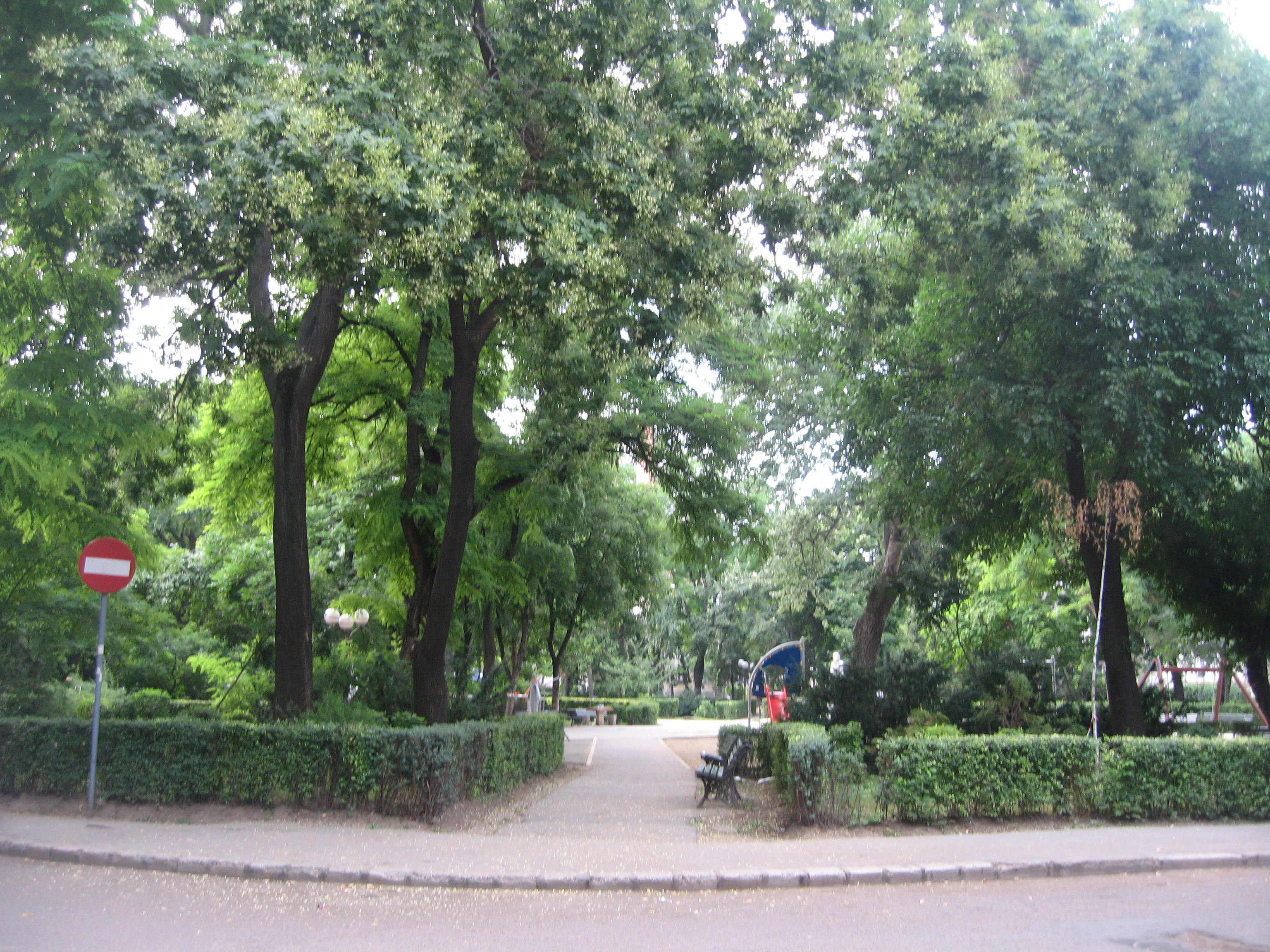
Intrarea în Parcul Horia, Cloşca şi Crişan

Parcul Horia, Cloșca și Crișan este un parc din municipiul Iași. El se află în centrul orașului, în spatele magazinului "Gulliver".

## Parcul
Parcul s-a numit inițial Parcul Bicaz. În anul 1999, generalul Mircea Chelaru, comandantul Corpului 10 Armată "Ștefan cel Mare" din Iași, și-a anunțat hotărârea de a amenaja Aleea Mareșalilor în fața unității militare din Copou și de a amplasa acolo busturile celor trei mareșali din istoria Armatei Române: Alexandru Averescu, Constantin Prezan și Ion Antonescu, în locul busturilor lui Horia, Cloșca și Crișan.
Conducerea Primăriei Iași a efectuat lucrări de modernizare a Parcului Bicaz pentru amplasarea celor trei statui ale conducătorilor Răscoalei din 1784-1785, unde nu se mai efectuaseră lucrări de ani de zile . Parcul a fost denumit Parcul Horia, Cloșca și Crișan.
În iulie 2008, Primăria a amenajat în Parcul Horia, Cloșca și Crișan un spațiu de joacă destinat copiilor, montând leagăne simple, leagăne duble, figurine pe arc și tobogane .

## Fotogalerie

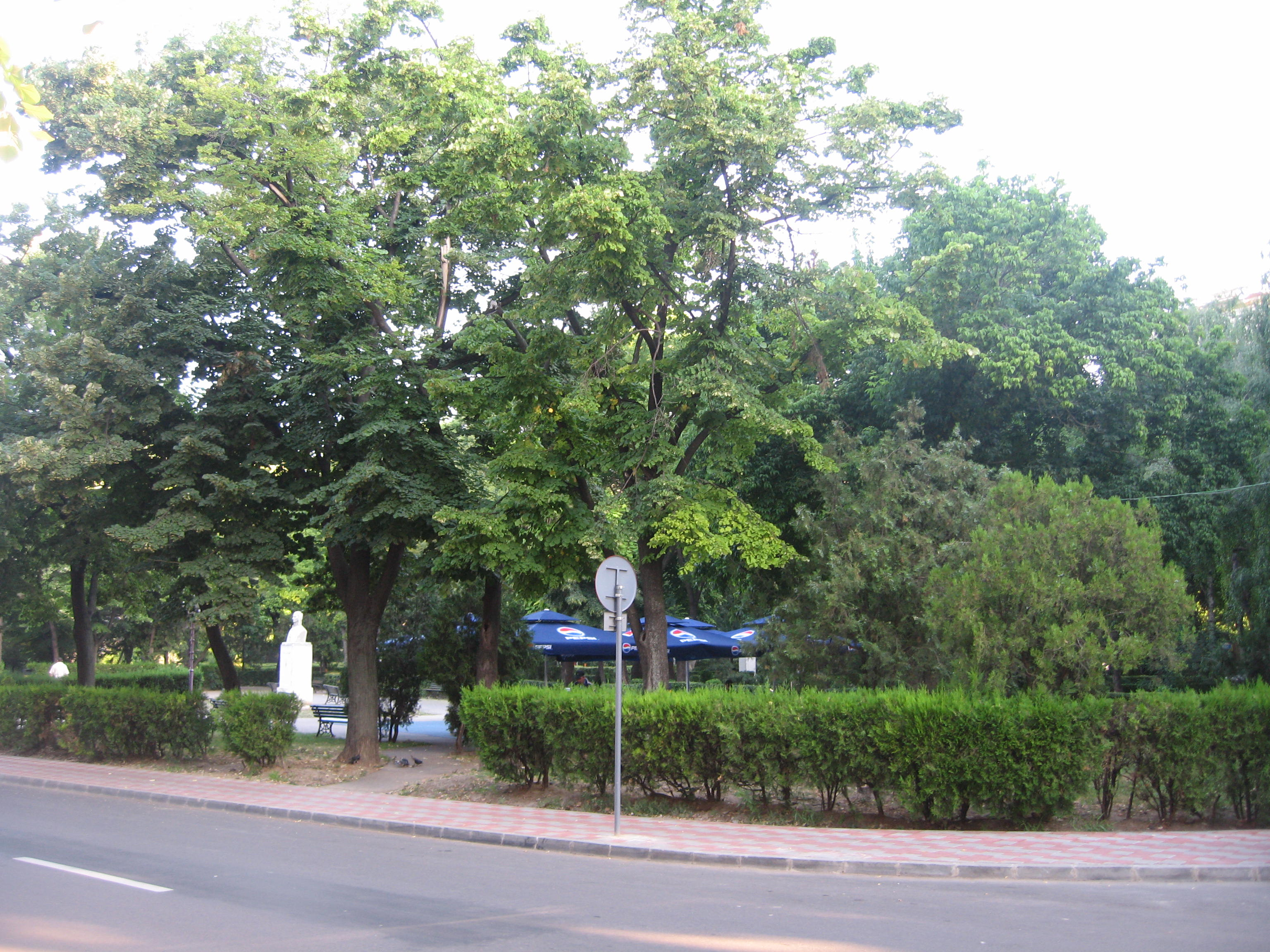
Parcul
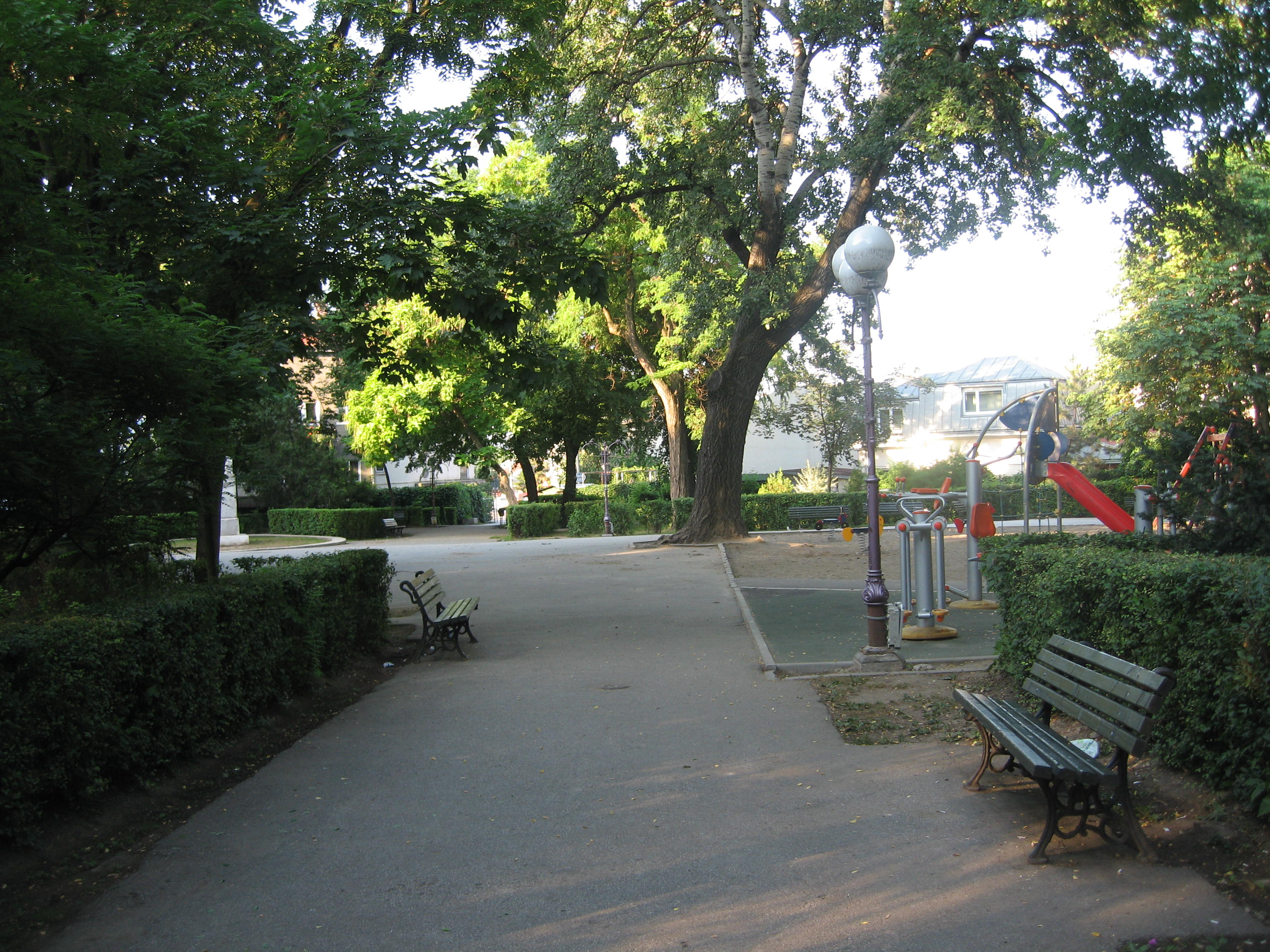
Alee în parc
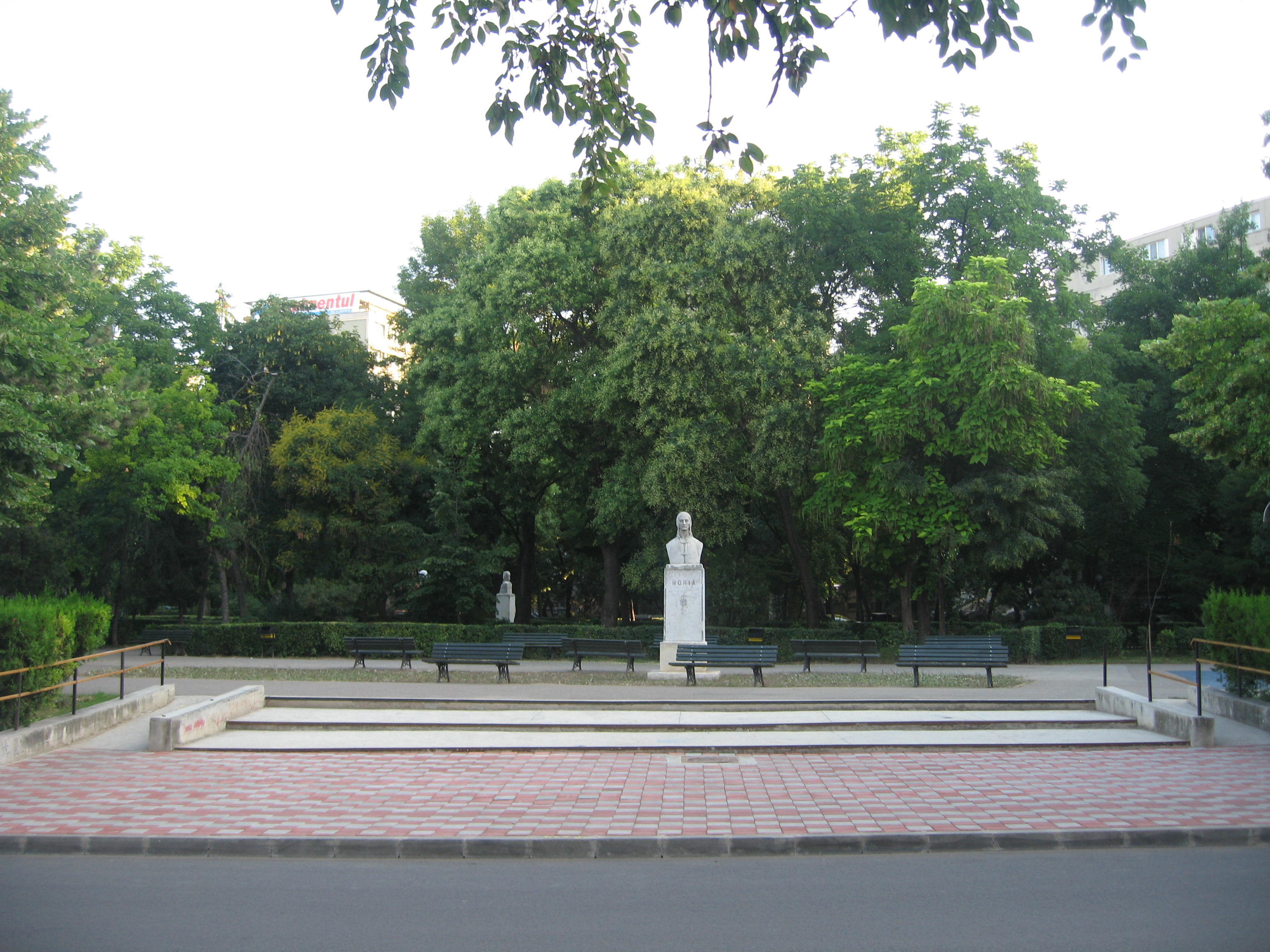
Bustul lui Horia
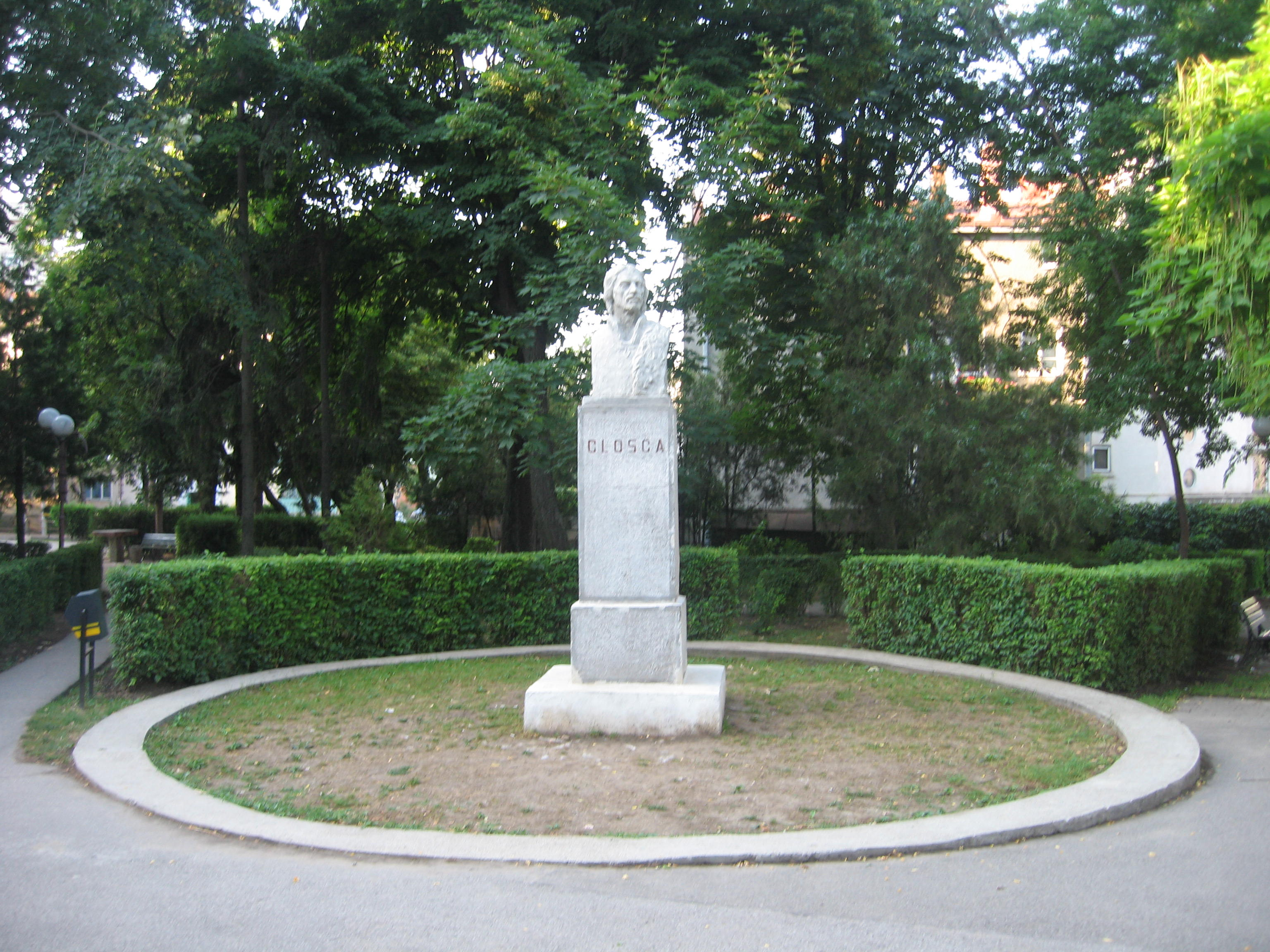
Bustul lui Cloşca
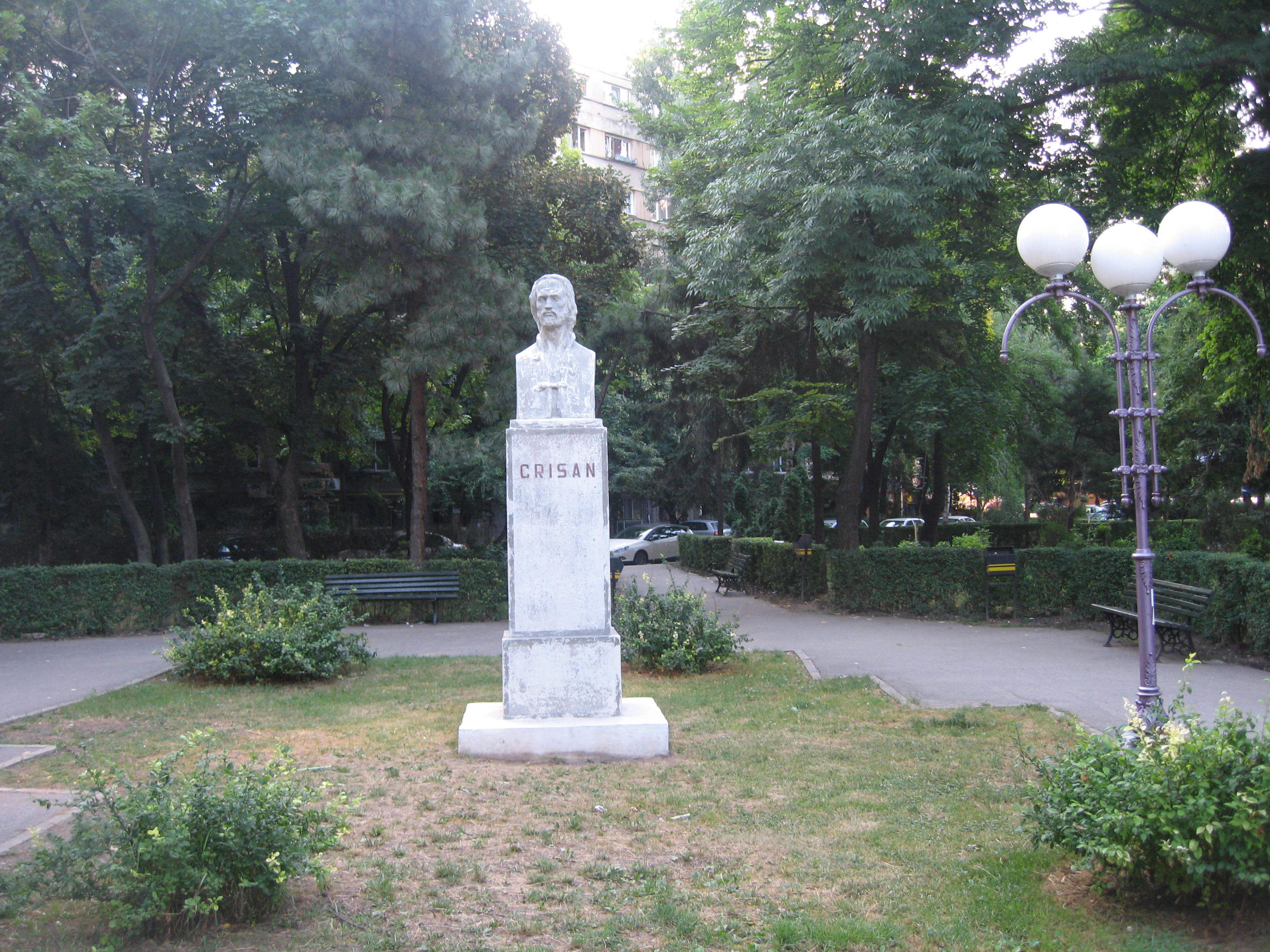
Bustul lui Crişan